# Campanha Trilhão de Árvores
A Campanha Trilhão de Árvores é uma iniciativa global que visa plantar um trilhão de árvores em todo o mundo para combater o desmatamento, reduzir o dióxido de carbono na atmosfera e mitigar os efeitos das mudanças climáticas.A campanha foi criada pelas Nações Unidas em 2011 e herdada pela Plant-for-the-Planet.